# Rhinoclama adamsi
Rhinoclama adamsi is een tweekleppigensoort uit de familie van de Cuspidariidae. De wetenschappelijke naam van de soort is voor het eerst geldig gepubliceerd in 1981 door Morgan & Heppell.